# Agapetus medicus
Agapetus medicus är en nattsländeart som beskrevs av Ross 1938. Agapetus medicus ingår i släktet Agapetus och familjen stenhusnattsländor. Inga underarter finns listade i Catalogue of Life.